# Debry
Debry (ukr. Дебрі) – wieś na Ukrainie, w rejonie jaworowskim obwodu lwowskiego.